# Lottia austrodigitalis
Lottia austrodigitalis is een slakkensoort uit de familie van de Lottiidae. De wetenschappelijke naam van de soort is voor het eerst geldig gepubliceerd in 1978 door Murphy.